# Oxypoda pratensicola
Oxypoda pratensicola är en skalbaggsart som beskrevs av Lohse 1970. Oxypoda pratensicola ingår i släktet Oxypoda, och familjen kortvingar. Arten är reproducerande i Sverige.